# Oleg Losev
Oleg Vladimirovich Losev (Tver, 10 de maio de 1903 – Leningrado, 22 de janeiro de 1942) foi um físico e inventor russo. 
Oleg é considerado o pai do primeiro receptor de rádio semicondutor, além de estudar a transição entre semicondutor e metal, além de ter sido o criador do LED. Seu trabalho serviu de base para futuras pesquisas e desenvolvimento de dispositivos semicondutores. São esses dispositivos que agora são a base da eletrônica de estado sólido, usada em todos os lugares. Oleg fez descobertas significativas sobre junções semicondutoras.
Ainda que nunca tenha conseguido concluir o ensino formal e nunca tenha conseguido uma posição de pesquisa, Oleg conduziu algumas das primeiras pesquisas a respeito de semicondutores, tendo publicado 43 artigos científicos, além de ter recebido 16 certificados de registro de patentes por suas descobertas.
Ele explorou a resistência negativa em junções de semicondutores e foi o primeiro a usá-los praticamente para amplificação, construindo os primeiros amplificadores de estado sólido, osciladores eletrônicos e receptores de rádio super-heteródinos, 25 anos antes da invenção do transistor.

## Biografia
Oleg nasceu na cidade de Tver, em 1903, no seio de uma família nobre. Seu pai era um capitão aposentado da Guarda Imperial do Czar, que trabalhou em uma indústria fabricantes de equipamentos rodantes local. Em 1920, Oleg se formou no ensino médio. Naquele momento da história russa, três anos após a Revolução Bolchevique, uma origem familiar de classe alta era um obstáculo para o ensino superior e o avanço na carreira. Assim, Oleg começou a trabalhar como técnico em um recém-criado Laboratório de Rádio Nizhny Novgorod, o primeiro laboratório de ciências relacionadas à tecnologia do rádio na União Soviética, onde trabalhou com um grande físico da época, Vladimir Lebedinsky.

## Carreira
Embora tenha conseguido assistir a algumas aulas, Oleg permaneceu um cientista autodidata que nunca concluiu o ensino superior, nunca teve o apoio de um colaborador ou equipe de pesquisa, e nunca ocupou um cargo acima do nível de técnico. Ainda assim, ele conseguiu conduzir pesquisa inédita e original. Tinha especial interesse em rádios de galena, antes dos rádios de tubo a vácuo alimentados serem desenvolvidos na Primeira Guerra Mundial e em detetores de contato, usado como demodulador nos primeiros receptores de rádio.
Esses diodos semicondutores brutos foram os primeiros dispositivos eletrônicos semicondutores e, embora fossem amplamente usados, quase nada se sabia sobre como funcionavam. Oleg se tornou um dos primeiros físicos de semicondutores do mundo.
Quando o Laboratório de Rádio Nizhny Novgorod foi fechado em 1928, Oleg se transferiu para o Central Radio Laboratory, em Leningrado, bem como outros membros da equipe com quem trabalhava. A convite do diretor, Abram Ioffe, de 1929 a 1933, Oleg conduziu pesquisa no Instituto Ioffe. Sem nunca defender uma tese, o instituto lhe forneceu um doutorado honorário em 1938, mas o título chegou tarde demais para lhe trazer algum benefício na carreira.
Depois de muitas dificuldades, em 1937, Oleg foi forçado a assumir o cargo de técnico no departamento de física do Primeiro Instituto Médico de Leningrado, hoje um instituto ligado à Universidade de São Petersburgo, que não apoiava sua pesquisa. Oleg trabalhou no instituto até 1942.

## Morte
Oleg morreu em 22 de janeiro de 1942, aos 38 anos, devido à fome, junto de milhares de civis, devido ao Cerco de Leningrado, quando a cidade foi cercada pelos alemães durante a Segunda Guerra Mundial. O local onde seu corpo foi enterrado não é conhecido.